# Језендорф
Језендорф (њем. Jesendorf) општина је у њемачкој савезној држави Мекленбург-Западна Померанија. Једно је од 91 општинског средишта округа Нордвестмекленбург. Према процјени из 2010. у општини је живјело 479 становника. Посједује регионалну шифру (AGS) 13058051.

## Географски и демографски подаци
Језендорф се налази у савезној држави Мекленбург-Западна Померанија у округу Нордвестмекленбург. Општина се налази на надморској висини од 32 метра. Површина општине износи 21,2 km². У самом мјесту је, према процјени из 2010. године, живјело 479 становника. Просјечна густина становништва износи 23 становника/km².